# Abies sibirica semenovii
Abies sibirica semenovii (B.Fedtsch.) Farjon, 1990, è una sottospecie di A. sibirica appartenente alla famiglia delle Pinaceae, endemica dei Monti Talas Alataū nel sistema montuoso del Tien Shan, in Kirghizistan.

## Etimologia
Il nome generico Abies, utilizzato già dai latini, potrebbe, secondo un'interpretazione etimologica, derivare dalla parola greca ἄβιος = longevo. Il nome specifico sibirica si riferisce all'estesa presenza in Siberia. L'epiteto semenovii fu assegnato in onore del geografo e entomologo russo Pyotr Petrovich Semenov-Tjan-Schanskij, che esplorò la zona nel 1856-1857.

## Descrizione
Questa sottospecie differisce da A. sibirica per i virgulti scanalati e per gli aghi con canali resinali marginali. I coni femminili sono marroni-giallastri a maturazione.

## Distribuzione e habitat
Vegeta a quote comprese tra 1300 e 2850 m, sui pendii rivolti a nord o in profondi burroni dove l'umidità provocata dalla fusione delle nevi invernali rimane disponibile anche in estate.

## Tassonomia
Da alcuni autori botanici è descritta come specie autonoma, ma la classificazione come sottospecie di A. sibirica è prevalente.

## Conservazione
Non essendoci evidenze di rischi concreti, viene classificata come specie a rischio minimo (least concern in inglese), nella Lista rossa IUCN. .